# Perfectae caritatis
Perfectae Caritatis (z łac. doskonała miłość) – dekret o przystosowanej odnowie życia zakonnego soboru watykańskiego II, podpisany przez papieża Pawła VI 28 października 1965 roku. Jego treść odnosi się do życia konsekrowanego. Jeden z krótszych dokumentów soboru (25 punktów), oznaczany siglem DZ, został zatwierdzony przy aprobacie biskupów 2321 głosami przy 4 przeciwnych.

## Treść
Sobór watykański II o zakonach i innych formach życia konsekrowanego mówił już w rozdziale 6 konstytucji Lumen gentium, który opisywał istotę życia zakonnego jako życie „konsekrowane przez profesję rad ewangelicznych”. Perfectae Caritatis rozszerza treść konstytucji, zajmując się „życiem i karnością instytutów, których członkowie zobowiązują się do zachowania czystości, ubóstwa i posłuszeństwa, chce również zatroszczyć się o ich potrzeby, zgodnie z wymaganiami obecnych czasów.”. Dokument formułuje pięć zasad odnowy życia zakonnego:
- Życie zakonne jest naśladowaniem Chrystusa, dlatego najwyższą normą i regułą jest Ewangelia.
- Należy starannie rozeznawać i zachowywać ducha założyciela instytutu.
- Instytuty zakonne powinny brać udział w życiu Kościoła na wszystkich jego płaszczyznach (liturgia, duszpasterstwo, teologia, misje itd.).
- Należy rozeznawać znaki czasu, aby skuteczniej nieść pomoc współczesnym ludziom.
- W dziele odnowy pierwszeństwo przypada odnowie ducha przed odnową struktur.

Z uwagi na różnorodność form życia konsekrowanego nie podaje szczegółowych zasad, pozostawiając każdej wspólnocie autonomię w reformach tak, aby – pozostając wiernym duchowi założyciela instytutu – stał się on zdolny do działania w obecnych czasach.
Dekret mówi o zasadniczych zrębach teologicznych życia konsekrowanego, jakimi są: zakorzenienie profesji rad ewangelicznych w sakramencie chrztu, oddanie na służbę Kościołowi, łączenie kontemplacji z działalnością apostolską (z zachowaniem własnego charyzmatu), umiłowanie liturgii. Dokument porusza również kwestię instytutów świeckich, wyjaśniając, że „choć nie są instytutami zakonnymi podejmują jednak prawdziwą i pełną profesję rad ewangelicznych w świecie, uznaną przez Kościół”.
Szczególne miejsce w soborowym dekrecie zajmują rady ewangeliczne czystości, ubóstwa i posłuszeństwa. Dokument wskazuje na wartość ślubowanej czystości, nazywając ją „niezwykłym darem łaski”, dającym wolność ludzkiemu sercu, będącym znakiem dóbr niebieskich. W odniesieniu do ubóstwa sobór, akcentując znaczenie ubóstwa duchowego, mówi o potrzebie szukania nowych form jego wyrażania, zarówno indywidualnie, jak i wspólnotowo. Sobór definiuje również nowy ideał posłuszeństwa: „aktywnego i z poczuciem odpowiedzialności”, zachęcając, by przełożeni, nie tracąc nic ze swych prerogatyw, starali się słuchać zdania podwładnych. Szczególny akcent dokument kładzie na kwestii życia wspólnotowego, wzywając do równości wszystkich członków instytutu w prawach i obowiązkach, z wyjątkiem tych, które wynikają z przyjętych święceń.
Ostatnie punkty dekretu poświęcone są: sprawom formacji nowych zakonników, prowadzeniu dzieł zewnętrznych przez członków instytutu, likwidacji i akreacji instytutów oraz tworzeniu federacji, konferencji i rad wyższych przełożonych.

## Recepcja
Dekret soborowy zapoczątkował weryfikację konstytucji zakonnych, regulujących podstawy życia poszczególnych instytutów. Postulowana przez sobór odnowa życia zakonnego zbiegła się z wielkimi przemianami obyczajowymi w zachodnim świecie. Stąd po początkowej euforii, nastąpiło gorzkie rozczarowanie, spowodowane głównie faktem opuszczenia życia zakonnego przez sporą liczbę zakonników i zakonnic; wyraźnie spadła także liczba nowych powołań. Nie jest do końca pewne, czy i w jakim stopniu dekret soborowy przyczynił się do zaistniałej sytuacji, czy też miała ona inne przyczyny.
Dekret Perfectae Caritatis po raz pierwszy użył terminu „życie konsekrowane”. Wydany 18 lat później Kodeks prawa kanonicznego używa już tylko tego terminu, o szerszym znaczeniu, niż używane wcześniej określenie życie zakonne.